# Мантинеј
Мантинеј је у грчкој митологији било име више личности.

## Митологија
1. Према Аполодору, био је Окалејин или Аглајин отац.[1][2]
2. Један од Ликаонида, Ликаонов син и наводни оснивач Мантинеје[3][4] и Тегеје[5].